# Glisy
Glisy – miejscowość i gmina we Francji, w regionie Hauts-de-France, w departamencie Somma.
Według danych na rok 1990 gminę zamieszkiwało 499 osób, a gęstość zaludnienia wynosiła 90 osób/km² (wśród 2293 gmin Pikardii Glisy plasuje się na 537. miejscu pod względem liczby ludności, natomiast pod względem powierzchni na miejscu 823.).